# Idaea delicataria
Idaea delicataria là một loài bướm đêm trong họ Geometridae.